# Biskupi Amiens
Biskupi Amiens – lista biskupów diecezjalnych francuskiej diecezji Amiens.

## Biskupi diecezjalni
- Firmin z Amiens (III/VI w.)
- Honorat z Amiens (ok. 588 – ok. 600)
- Salwiusz z Amiens (objął urząd ok. 600)
- Foulques [I] (991–1030)
- Foulques [II] (1030–1058)
- Guy de Ponthieu (1058–1073)
- Raoul (1078–1081)
- Roricon (1081–1090)
- Gervins (1091–1102)
- Godfryd z Amiens (1104–1115)
- Enguerrand de Boves (1115–1127)
- Warin de Chatillon (1127–1144)
- Thierry (1144–1164)
- Robert de Camera (1164–1169)
- Thibault d’Heilly (1169–1204)
- Richard de Gerberoy (1205–1210)
- Evrard de Fouilloy (1212–1222)
- Geoffroy d’Eu (1223–1236)
- Arnoul (1236–1247)
- Gérard de Conchy (1247–1257)
- Aleaume de Neuilly (1258–1259)
- Bernard d’Abbeville (1259–1278)
- Guillaume de Mâcon (1278–1308)
- Robert de Fouilloy (1308–1321)
- Simon de Goucans (1321–1325)
- Jean de Cherchemont (1326–1373)
- Jean de La Grange OSB (1373–1375)
- Jean Rolland (1376–1388)
- Jean de Boissy (1389–1410)
- Bernard de Chevenon (1411–1413)
- Philibert de Saulx (1413–1418)
- Jean d’Harcourt (1418–1433)
- Jean Le Jeune (1433–1436)
- Francesco Condulmer (1436–1437)
- Jean Lavantage (1437–1456)
- Ferry de Beauvoir (1457–1473)
- Jean de Gaucourt (1473–1476)
- Louis de Gaucourt (1476–1482)
- Pierre Versé (1482–1501)
- François de Halluin (1503–1538)
- François de Pisseleu (1546–1552)
- Nicolas de Pellevé (1552–1564)
- Antoine de Créqui Canaples (1564–1574)
- Geoffrey de La Marthonie (1576–1617)
- François Lefèvre de Caumartin (1617–1652)[a]
- François Faure (1654–1687)
- Henri Feydeau de Brou (1692–1706)
- Pierre de Sabatier (1707–1733)
- Louis-François-Gabriel d’Orléans de La Motte (1734–1774)
- Louis-Charles de Machault (1774–1801)[b]
- Jean-Chrysostome de Villaret (1802–1805)
- Jean-François de Mandolx (1805–1817)
- Marc-Marie de Bombelles (1817–1822)
- Jean-Pierre de Gallien de Chabons (1822–1837)
- Jean-Marie Mioland (1838–1849)
- Louis-Antoine de Salinis (1849–1856)
- Jacques-Antoine-Claude-Marie Boudinet (1856–1873)
- Louis-Désiré-César Bataille (1873–1879)
- Aimé-Victor-François Guilbert (1879–1883)
- Pierre Henri Lamazou (1883)
- Jean-Baptiste-Marie-Simon Jacquenet (1884–1892)
- René-François Renou (1893–1896)
- Jean-Marie-Léon Dizien (1896–1915)
- Pierre-Florentin-André du Bois de la Villerabel (1915–1920)
- Charles-Albert-Joseph Lecomte (1921–1934)
- Lucien-Louis-Claude Martin (1935–1945)
- Albert-Paul Droulers (1947–1950)
- René-Louis-Marie Stourm (1951–1962)
- Géry Leuliet (1963–1985)
- François Jacques Bussini (1985–1987)
- Jacques Noyer (1987–2003)
- Jean-Luc Bouilleret (2003–2013)
- Olivier Leborgne (2014–2020)
- Gérard Le Stang (od 2021)